# Кротос
Кротос (также Крот или Кротон, др.-греч. Κρότος «шум, рукоплескания») — персонаж древнегреческой мифологии. Сын Пана и Евфемы. Его также называют в числе кентавров. Ему даны лошадиные ноги, стрелы и хвост сатира.
Согласно сатировской драме Сосифея, он воспитывался на Геликоне вместе с музами, «был благороден».
Изобрёл стрельбу из лука, и музы приучили его добывать в пищу диких зверей. Изобрёл хлопки в знак похвалы музам. Музы попросили Зевса, и он вознес его на небо. Он стал созвездием Стрельца.